# Lápis-lazúli
Lápis-lazúli ou lazulita  é uma rocha metamórfica de cor azul, de opaca a translúcida, composta especialmente de lazurita e calcita utilizada como gema ou como rocha ornamental desde antes de 7 000 a.C. em Mergar, na Índia (atualmente, Paquistão), nas minas de Sar-i Sang em Chortugai (no norte do Afeganistão) e em outras minas na província de Badaquistão (nordeste do Afeganistão).
O lápis-lazúli foi altamente valorizado por civilização do Vale do Indo (3 300-1 900 a.C.). Alguns fragmentos de Lápis-lazúli foram encontradas nos enterros do Neolítico em Mergar, no Cáucaso e até mesmo longe do Afeganistão como a Mauritânia. A sua cor, azul-escura e opaca, fez com que esta gema fosse altamente apreciada pelos faraós, como pode ser visto por seu uso proeminente em muitos dos tesouros recuperados dos túmulos faraônicos. Por exemplo, foi usado na máscara funerária de Tutankhamon (1341-1323 a.C).
É ainda extremamente popular hoje. Trata-se de uma rocha, e não de um mineral, já que é composto por vários minerais.

## Etimologia
A primeira parte do nome, lapis, em latim, significa pedra. A segunda parte, lazúli, é a forma genitiva no latim de lazulum, relacionado ao árabe (al)- lazward e ao persa لاژورد, lāzhward, que veio do sânscrito Raja Warta, significando "anel", "vida do rei".
Lazúli era originalmente um nome, mas logo veio a significar azul por causa de sua associação com a pedra[carece de fontes?]. A palavra em inglês Azure, em francês Azur, em italiano Azzurro, em polonês Lazur, em romeno Azur ou Azuriu, em português e espanhol é Azul e húngaro Azúr. O azul espanhol e português e o azzurro italiano são cognatos.

## Descrição

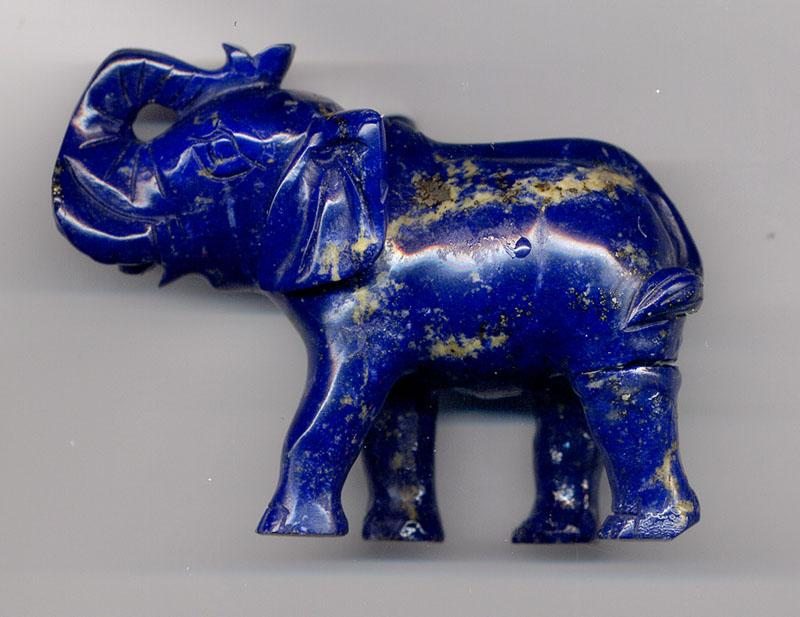
Escultura em lápis-lazúli de qualidade elevada, mostrando inclusões douradas de pirita. Estas inclusões são comuns nessa gema e são uma ajuda importante na sua identificação. A escultura possui 8 cm de comprimento

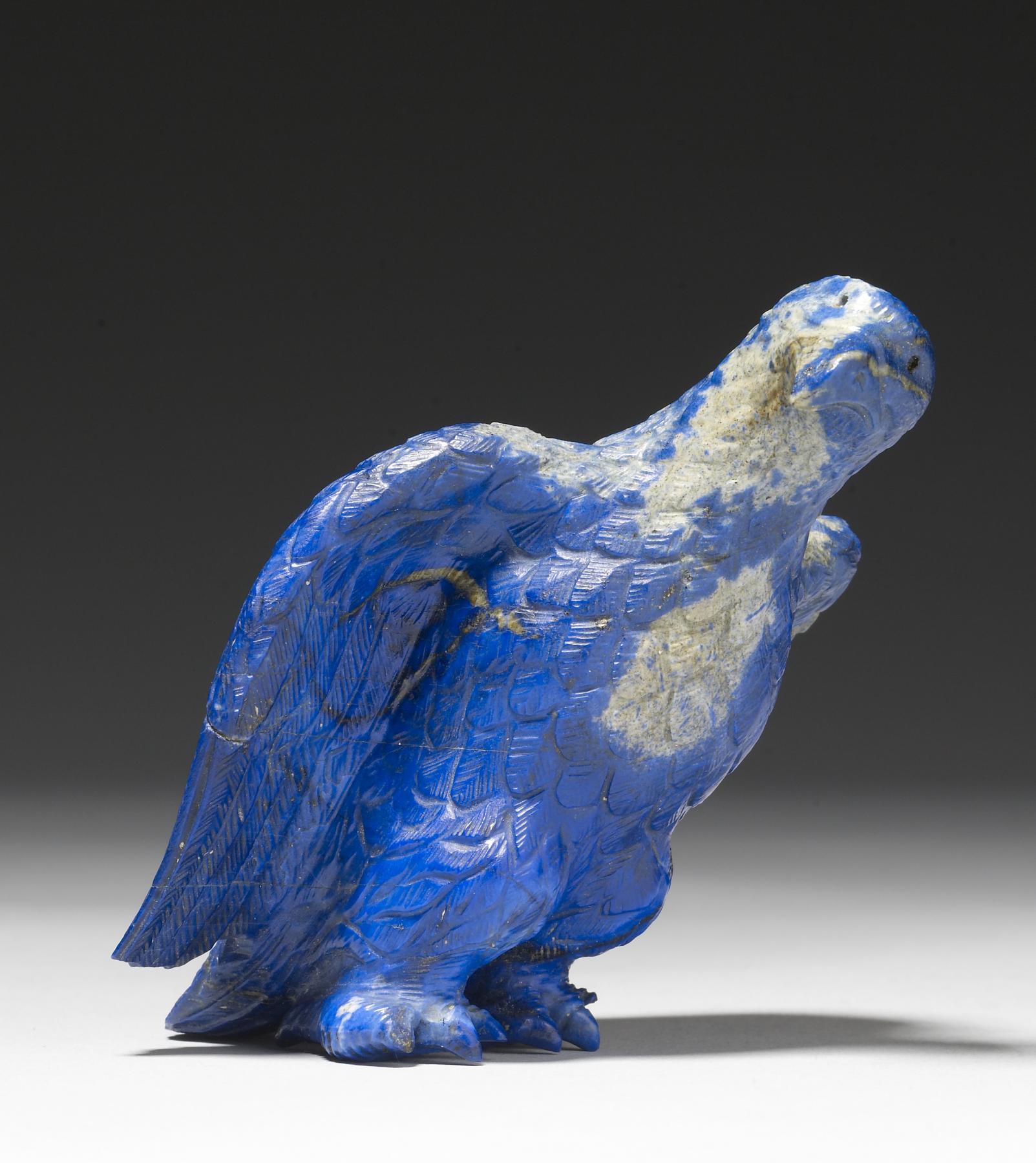
Escultura em lápis-lazúli demonstrando a Águia Imperial romana. Um exemplo de arte nessa pedra, possivelmente o final (superior) de um cetro imperial

O componente principal do lápis-lazúli é a lazurita (25% 40%), silicato do grupo dos feldspatoides de fórmula química (Na,Ca)8(AlSiO4)6(S,SO4,Cl)1-2. A maioria do lápis-lazúli contém também calcita (branca), sodalita (azul) e pirita (amarelo metálico). Outros constituintes possíveis são augita, diópsido, enstatita, mica, hauyinita, hornblenda e noseana. Alguns contêm quantidades mínimas de loellingita. O lápis-lazúli ocorre geralmente em mármores cristalinos como resultado de metamorfismo de contato. A sua melhor cor é o azul intenso, com pequenos grãos de pirita dourada. Para ser valioso, não deve haver nenhum veio de calcita e as inclusões da pirita devem ser pequenas. As pedras que contêm demasiadamente calcita ou pirita não são artigo de grande valor. Os grãos de pirita são importantes para identificar a pedra como genuína e não diminuem o seu valor. Frequentemente, os lápis de qualidade inferior são tingidos para melhorar sua cor, mas estes são frequentemente muito escuros - ficando azul-acinzentados.

## Locais de extração
Os lápis mais valiosos vêm da área de Badacchão do Afeganistão. Chortugai, um povoamento da  Civilização do Vale do Indo no Amu Dária no norte do Afeganistão, situava-se perto de minas de lápis-lazúli. Esta fonte dos lápis pode ser a mais antiga das minas no mundo, e as mesmas minas que operam ainda hoje podem ter fornecido os lápis aos faraós e antigos sumérios. Usando esta fonte antiga, os artistas do Vale do Indo lapidavam estas pedras, que comerciantes negociavam nos locais mais distantes.
Mais recentemente, durante o conflito do Afeganistão e URSS em 1980, os lutadores da resistência do Afeganistão utilizaram explosivos obtidos a partir de munições soviéticas nas minas de lápis, que utilizaram como forma de obter fundos para custear a resistência[carece de fontes?]. Além dos depósitos afegãos, os lápis são encontrados nos Andes perto de Ovalle, Chile, onde são geralmente  mais pálidos que o azul-escuro. Outras fontes menos importantes são a região do Lago Baikal na Rússia, a Sibéria, Angola, Myanmar, Paquistão, EUA (Califórnia e Colorado), Canadá e Índia.

## Usos

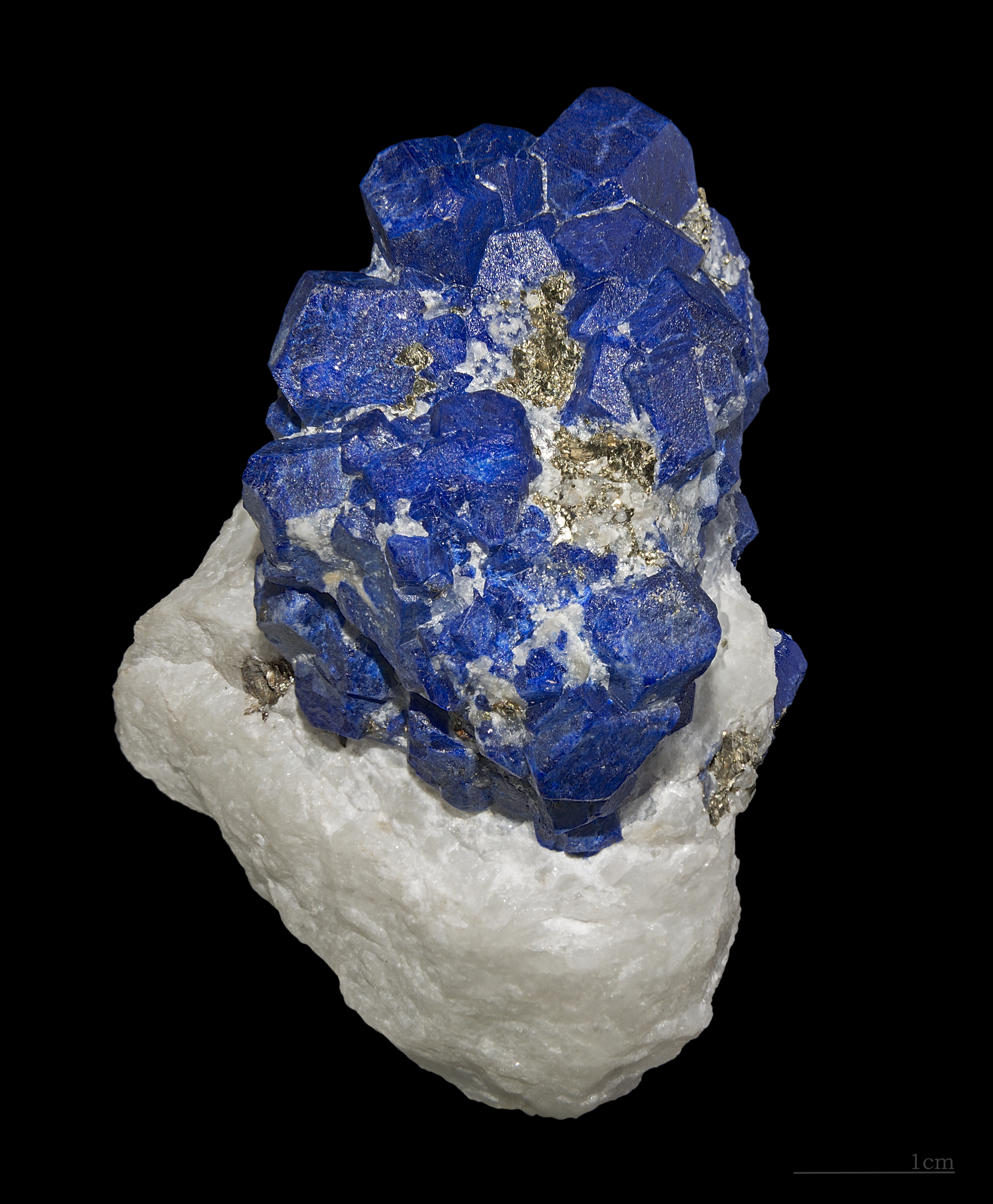
Mineral de Lápis-lazúli, de perfeita qualidade.

O lápis-lazúli, com um polimento adequado, pode ser usado em joias, caixas, mosaicos, ornamentos, canetas e vasos. Na arquitetura, foi usado nas paredes e colunas dos palácios e das igrejas. Quando moído e processado, dá origem a um pigmento azul, que pode ser utilizado de diversas maneiras, principalmente na fabricação de tintas.
Muita poesia suméria e de acádia faz  referência ao lápis-lazúli como uma gema própria de esplendor real. Em épocas antigas, o lápis-lazúli ficou conhecido como safira, que é o nome usado hoje para uma variedade de coríndon, especialmente a azul. Os romanos acreditavam que os lápis eram um poderoso afrodisíaco. Na Idade Média, acreditou-se que mantinha o corpo saudável e a alma livre do erro e do medo. Acreditou-se também que o lápis tinha propriedades medicinais. Era moído  e misturado com leite fervido e aplicado em úlceras na pele. Muitos dos azuis pintados nas iluminuras medievais e nos painéis do Renascimento foram produzidos a partir de lápis-lazúli.
O pó de lápis-lazúli, depois de processado para remover as impurezas, e uma vez isolado o componente lazurita, dá origem ao pigmento ultramarine. Este azul livre, brilhante, era um do poucos disponíveis aos pintores antes do século XIX, mas era de alto custo. Quando a pintura de têmpera foi substituída pelo advento da pintura a óleo no Renascimento, os pintores acharam que o brilho do ultramarine ficava diminuído quando moído e misturado em óleo e isto, junto com seu alto custo, conduziu a um declínio constante no seu uso. Desde que a versão sintética do ultramarine foi descoberta no século XIX (junto com outros  azuis, tais como o azul do cobalto), a produção e o uso da variedade natural quase cessou, embora diversas companhias ainda a produzam e alguns pintores ainda sejam atraídos pelo seu brilho e pela sua história romântica.

## História
No Antigo Egito, o lápis-lazúli era a pedra favorita para amuletos e ornamentos; foi usado também pelos assírios e pelos babilônicos nos selos cilíndricos (locais onde se gravavam pinturas contando a história do povo). As escavações egípcias que datam  de 3 000 a.C. continham milhares de artigos como joia, muitos feitos de lápis. Os lápis pulverizados foram usados por senhoras egípcias como uma sombra cosmética para o olho.,
Como inscrito no  capítulo 140 do Livro dos Mortos egípcio, o lápis-lazúli, na forma de um olho ajustado no ouro, foi considerado um amuleto de grande poder. No último dia do mês, oferecia-se este olho simbólico, porque se acreditava que, nesse dia, um ser supremo colocou tal imagem em sua cabeça. Os antigos túmulos reais sumérios de Ur, situados perto do rio Eufrates no baixo Iraque, continham mais de 6 000 estatuetas belamente executadas, de lápis-lazúli, de pássaros, cervos e roedores, bem como pratos, grânulos e selos de cilindro. Estes artefatos vieram indubitavelmente do material minerado em Badacchão no norte do Afeganistão.
O lápis-lazúli desfrutou de grande popularidade na antiguidade tardia romana e no mundo bizantino, pois sua rica cor azul púrpura foi associada à realeza. A partir do 3 ° século, a figura do imperador muitas vezes aparece em moedas e medalhões carregando um cetro com uma águia, um símbolo de vitória e autoridade.

## Detalhes
Cor: azul, mesclado com branco da calcita e grãos dourados da pirita;
Forma: compacto, maciço;
Densidade: 2.7 a 3.0 gramas por centímetro cúbico;
Dureza: 5 - 5.5;
Brilho: baço;
Fratura: desigual;
Sistema cristalino: não há, lápis é uma rocha. Lazurite, o principal constituinte, frequentemente ocorre como um dodecaedro;
Clivagem: não tem;
Transparência: opaca;
Índice de refração: 1.4.

## O Lápis-lazúli no mundo atual
É a pedra oficial da Museologia, assim declarada pelo Conselho Federal de Museologia em 2015.
É a pedra oficial do anel de formatura dos psicólogos, assim considerada a partir de 31 de março de 2006, pela Resolução nº 002/2006 do Conselho Federal de Psicologia brasileiro.
O lápis-lazúli é a pedra nacional do Chile. 

Na cultura pop, o material também pode ser visto no jogo Minecraft, de 2011, desenvolvido pela produtora Mojang.